# Coleophora ciliaeochrella
Coleophora ciliaeochrella é uma espécie de mariposa do gênero Coleophora pertencente à família Coleophoridae.